# Phylloscopus olivaceus
Phylloscopus olivaceus é uma espécie de ave da família Phylloscopidae.
Apenas pode ser encontrada: Filipinas.